# Henry J. Kellermann
Henry Joseph Kellermann (geboren als Heinz Joseph Kellermann 12. Januar 1910 in Berlin; gestorben 12. Mai 1998 in Bethesda (Maryland)) war ein deutschamerikanischer Jurist und Diplomat.

## Leben

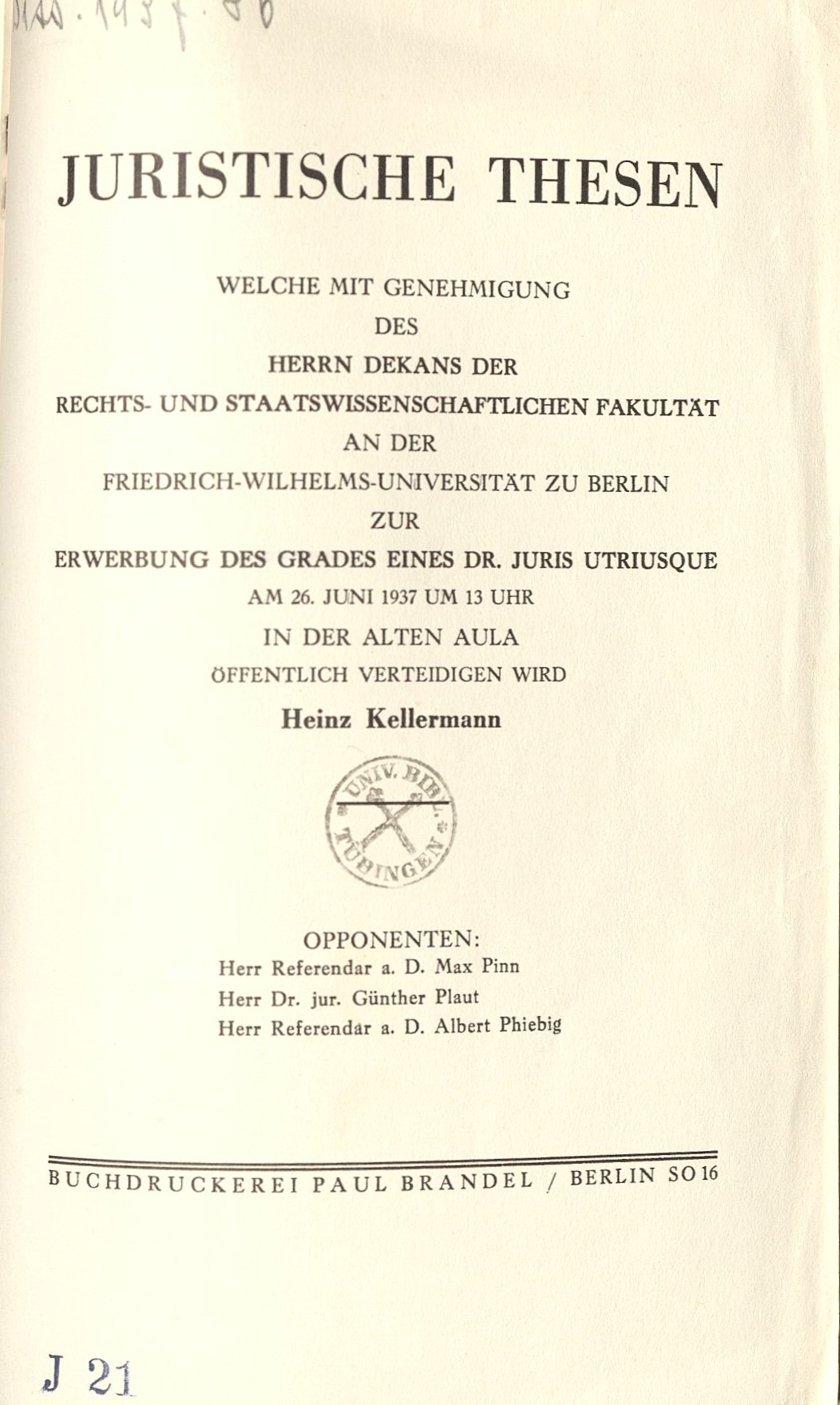
Juristische Thesen Berlin 1937

Heinz Kellermann war ein Sohn des Rabbiners und Schulleiters Benzion Kellermann und der Thekla Lehmann (1876–1964). Sein 1915 geborener Bruder Ernst Walter Kellermann wurde Physiker. Als Jugendlicher wurde er 1926 Mitglied im Jüdisch-Liberalen Jugendverein und 1928 Leiter der Arbeitsgemeinschaft Jüdisch-Liberaler Jugendverbände. Er studierte ab 1928 Rechtwissenschaften in Berlin, Freiburg und Heidelberg und begann 1932 das Referendariat. Ab 1932 war er Redaktionsmitglied der CV-Zeitung und der Jüdisch-Liberalen Zeitung. Er arbeitete in Berlin in einer Rechtsanwaltskanzlei. Nach der Machtübergabe an die Nationalsozialisten 1933 erhielt er als Jude ein Berufsverbot als Anwalt. Er veröffentlichte 1935 ein Manifest in der Schriftenreihe Deutschjüdischer Weg des Vortrupps. 1935/36 studierte er an der Hochschule für die Wissenschaft des Judentums und war Mitglied im Arbeitskomitee Groß Breesen. Er wurde 1937 bei Eduard Kohlrausch und Karl Klee an der Universität Berlin promoviert. Kellermann emigrierte 1937 in die USA, wo er mit einem Stipendium der jüdischen Gemeinde Baltimore an der School of Social Work der Columbia University studierte. Er heiratete 1938 in New York die Lehrerin Mignon Lunt Pauli, sie hatten drei Kinder, darunter die 1944 in London geborene Schauspielerin Susan Kellermann. 1941 erhielt er die amerikanische Staatsbürgerschaft.
Henry J. Kellermann arbeitete für den National Refugee Service, ab 1942 für den Foreign Broadcast Information Service und ab 1944 für das Office of Strategic Services (OSS), das ihn 1945 im besetzten Deutschland zum Internationalen Militärgerichtshof (IMT) delegierte, wo er Beweise sammelte und Verhöre durchführte. Kellermann wurde 1946 Beamter des State Departments und war die nächsten Jahre mit deutschen Problemen wie der Reeducation befasst. Er war von 1956 bis 1961 Vertreter bei der UNESCO in Paris und von 1961 bis 1966 Charge d'Affairs in der Schweiz.
Nach seiner Pensionierung im Jahr 1970 war er noch Berater für internationales Umweltrecht der National Academy of Sciences und dozierte in den frühen 1980er Jahren zu internationalen Fragen des Umweltschutzes an der Diplomatenschule der Georgetown University. Kellermann erhielt im Außenministerium den Superior Honor Award und in Deutschland das Große Bundesverdienstkreuz. Er lebte zuletzt in Chevy Chase (Maryland).

## Schriften (Auswahl)

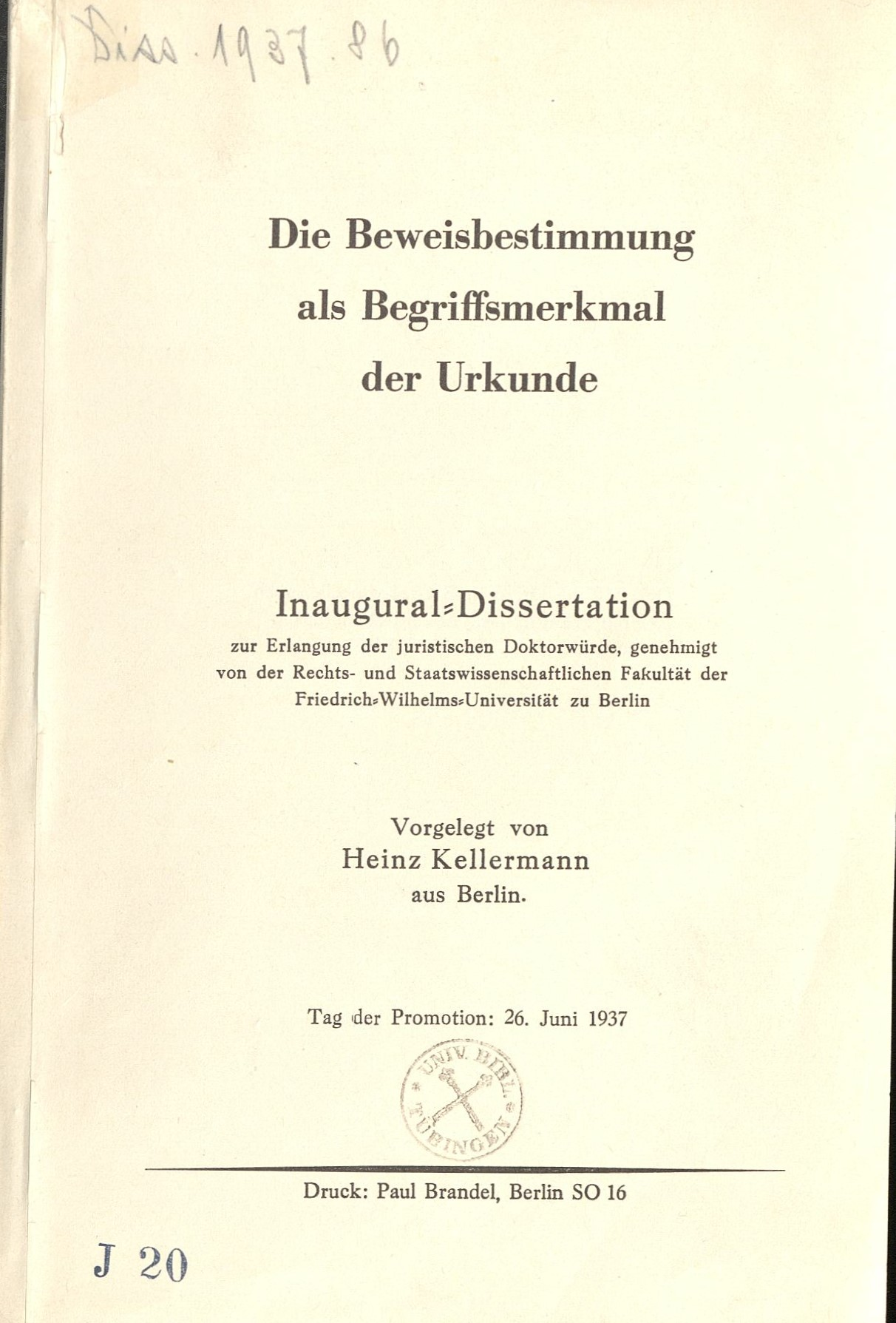
Dissertation 1937

- Der „Bund“. In: Wille und Weg des deutschen Judentums. Berlin: Vortrupp, 1935, S. 30–45
- Die Beweisbestimmung als Begriffsmerkmal der Urkunde. Berlin : Brandel, 1937
- The present status of German youth. Washington: U.S. Govt. Print. Off., 1946
- Cultural relations as an instrument of U.S. foreign policy : the educational exchange program between the United States and Germany, 1945–1954. Washington: Government Print. Office, 1978.
- From imperial to national-socialist Germany : recollections of a German-Jewish youth leader, in: The Leo Baeck Institute Year Book 39 (1994), S. 305–330.
- Settling accounts - the Nuremberg Trial, in: The Leo Baeck Institute Year Book 42 (1997), S. 337–356.